# 長谷川典子
長谷川 典子（はせがわ のりこ、1943年6月19日 - ）は、日本の政治家。茨城県常総市長（1期）、茨城県議会議員（2期）、水海道市議会議員（3期）などを歴任した。

## 経歴
1966年（昭和41年）3月、東京家政大学家政学部児童学科卒業。
1991年（平成3年）、水海道市議会議員に初当選。1999年（平成11年）に3期目の当選。
2002年（平成14年）12月8日に行われた茨城県議会議員選挙に無所属で立候補。自民党現職の杉田光良を破り初当選した。2006年（平成18年）、無投票により再選。その後、杉田は2007年（平成19年）4月執行の常総市長選挙に立候補し、現職の遠藤利を破り初当選した。
2008年（平成20年）6月14日、杉田が病気のため任期中に死去。同年7月27日告示、8月3日執行の常総市長選挙に立候補し無投票で初当選した。
2012年（平成24年）、自民党と公明党の推薦を受けて市長選に立候補するも、元市議の高杉徹に敗れ落選。
※当日有権者数：51,091人 最終投票率：59.61%（前回比：-15.06pts）
| 候補者名   | 年齢 | 所属党派 | 新旧別 | 得票数   | 得票率 | 推薦・支持             |
| ---------- | ---- | -------- | ------ | -------- | ------ | ---------------------- |
| 高杉徹     | 58   | 無所属   | 新     | 15,262票 | 50.65% |                        |
| 長谷川典子 | 69   | 無所属   | 現     | 14,873票 | 49.35% | （推薦）自民党・公明党 |